# Спиридон (Головастов)
Архиепи́скоп Спиридо́н (в миру Сергей Николаевич Головастов; 24 апреля 1975, Днепропетровск, Украинская ССР, СССР) — епископ Украинской православной церкви; архиепископ Добропольский, викарий Киевской епархии (до 25 сентября 2023 года Горловской епархии).

## Биография
Родился 24 апреля 1975 году в Днепропетровске. С 1975 года проживал в городе Мирнограде (Димитрове) Донецкой области.
В 1992 года окончил среднюю школу и поступил в Одесскую духовную семинарию.
17 сентября 1993 года епископом Донецким и Славянским Ипполитом рукоположён в сан диакона, 30 сентября 1993 года ― в сан иерея и направлен на служение в Николаевский храм города Красноармейска. С 23 марта 1994 года одновременно нёс священническое служение в Покровском храме села Гришино Донецкой области.
16 августа 1996 года в Святогорской лавре её наместником архимандритом Арсением (Яковенко) пострижен в монашество с именем Спиридон в честь святителя Спиридона Тримифунтского.
В 1997 года после академического отпуска окончил Одесскую духовную семинарию.
С 4 февраля 2000 года ― настоятель Димитриевского храма города Димитрова.
24 апреля 2002 года возведён в сан игумена.
С 1 декабря 2006 года — благочинный Димитровского (Мирноградского) округа Горловской епархии.
20 августа 2007 года возведён в сан архимандрита.
С апреля 2008 года — духовник Сергиевского женского монастыря в селе Сергеевка Славянского района Донецкой области.
14 апреля 2011 года избран председателем церковного суда Горловской епархии.
С 11 октября 2012 года ― настоятель Викторовского храма города Димитрова, исполнял также обязанности благочинного.

## Архиерейство
25 мая 2018 года решением Священного синода Украинской православной церкви избран епископом Добропольским, викарием Горловской епархии.
16 июня 2018 года в Свято-Троицком храме Пантелеимоновского женского монастыря Феофании состоялось его наречение во епископа.
17 июня того же года в Покровской Голосеевской пустыни в Киеве состоялась его архиерейская хиротония, которую совершили: митрополит Киевский и всея Украины Онуфрий (Березовский), митрополит Кишинёвский и всея Молдовы Владимир (Кантарян), митрополит Донецкий и Мариупольский Иларион (Шукало), митрополит Вышгородский и Чернобыльский Павел (Лебедь), митрополит Черкасский и Каневский Софроний (Дмитрук), митрополит Овручский и Коростенский Виссарион (Стретович), митрополит Почаевский Владимир (Мороз), митрополит Горловский и Славянский Митрофан (Никитин), митрополит Изюмский и Купянский Елисей (Иванов), архиепископ Краснолиманский Алипий (Погребняк), архиепископ Макеевский Варнава (Филатов), архиепископ Ровеньковский и Свердловский Пантелеимон (Поворознюк), епископ Единецкий и Бричанский Никодим (Вулпе), епископ Фастовский Дамиан (Давыдов), епископ Васильковский Николай (Почтовый), епископ Гостомельский Тихон (Софийчук), епископ Ворзельский Исаакий (Андроник), епископ Барышевский Виктор (Коцаба), епископ Белогородский Сильвестр (Стойчев).
17 августа 2022 года за богослужением на главной площади Успенской Киево-Печерской Лавры митрополитом Киевским и всея Украины Онуфрием (Березовским) возведён в сан архиепископа.
25 сентября 2023 года решением Священного синода Украинской православной церкви освобождён от должности викария Горловской епархии и назначен на должность викария Киевской митрополии с сохранением титула Добропольского.